# Brometo de bismuto(III)
Brometo de bismuto(III) é um composto inorgânico de fórmula química BiBr3. Ele é formado pela reação do óxido de bismuto com o ácido bromídrico:
Bi2O3 + 6 HBr = 2 BiBr3 + 3 H2O